# Carbonized
Carbonized — шведская музыкальная группа, образованная в 1988 году и сочетающая в своей музыки элементы авангардного метала с психоделическими влияниями, а также грайндкора и дэт-метала. Группа никогда не давала концертов ввиду характера своей музыки, а с 1990 года группа превратилась, по словам Кристофера Йонссона, в музыкальную лабораторию, где участники могли собраться и реализовать свои безумные идеи, которые не подходили для их основных групп.
Ввиду того, что музыка Carbonized была очень оригинальной, большой известности им добиться не удалось, а продажи каждого из альбомов не превышали 3 тысяч экземпляров.

## История
Музыкальный коллектив Carbonized был основан в 1988 году Ларсом Розенбергом. Помимо Ларса в первоначальный состав новой группы вошли гитарист Зоран, ударник Снойгель и вокалист Йонас Деруш. Впоследствии Йонас также взаял на себя обязанности гитариста, а две другие вакансии постоянно замещались различными временными участниками. К 1990 году состав группы устоялся и выглядел следующим образом:Кристофер Йонссон - гитара, вокал; Ларс Розенберг - бас, вокал и Пётр Вавженюк - ударные. За период с образования группы (1988) и до момента укомплектования состава (1990) Carbonized успели выпустить две демозаписи и одну 7 пластинку.
Запись дебютного альбома For the Security началась в 1990 году. В то время Кристофер Йонссон ещё числился как сессионный музыкант, однако после самой записи был принят в группу как полноправный участник, ввиду чего в буклете альбома был указан как основной. Запись третьего полноформатного альбома была закончена уже в 1993 году, однако из-за проблем с выпускающим лейблом альбом вышел только в 1996 году. Также этот альбом стал единственным, на запись которого был выделен бюджет.
Зимой 2004 года все полноформатные альбомы группы были переизданы российским лейблом Irond Records с полностью новым оформлением, редкими фотографиями, частично восстановленной лирикой, а также комментариями Кристофера Йонссона.

## Стиль
По словам Кристофера Йонссона стиль группы менялся от замороченного хардкора с некоторыми металлическими влияниями до дэт/грайндкора с креном в психоделию. А с приходом Йонссона в группу (1990 год) стиль группы очень сильно стал опираться на психоделию.

## Состав

### Последний состав
- Кристофер Йонссон – гитара, вокал
- Ларс Розенберг – бас, вокал
- Пётр Вавженюк – ударные

### Бывшие участники
- Matti Kärki – вокал
- Йонас Деруш – вокал, гитара (1988 -
- Markus Rüdén – ударные
- Stefan Ekström – гитара
- Per Ax – ударные
- Henrik Brynolfsson – гитара

## Дискография
- 1989 - Au-to-dafe (демо)
- 1990 - Recarbonized (демо)
- 1990 - No Canonization (сингл)
- 1991 - Chronology of Death (сплит с Sentenced, Bluuurgh... и Xenophobia)
- 1991 - For the Security
- 1993 - Disharmonization
- 1996 - Screaming Machines